# سيردار أنو أورزو
سيردار أنو أورزو (29 يونيو 1990 بعشق آباد في تركمانستان - ) هو لاعب كرة قدم تركماني في مركزي الظهير والدفاع. شارك مع منتخب تركمانستان لكرة القدم. أما مع النوادي، فقد لعب مع نادي ألتين أسير وÝedigen FC ‏.

## وصلات خارجية
- سيردار أنو أورزو على موقع قاعدة بيانات كرة القدم.إي يو (الإنجليزية)
- سيردار أنو أورزو على موقع ناشيونال فوتبول تيمز (الإنجليزية)
- سيردار أنو أورزو على موقع Soccerway.com (الإنجليزية)